# 1711 în literatură
Anul 1711 în literatură a implicat o serie de evenimente și cărți noi semnificative.  